# Barrio y Castelo
Barrio y Castelo (llamada oficialmente Nosa Señora da Asunción do Barrio de Cascallá) es una parroquia y un lugar del municipio español de Rubiana, en la provincia de Orense, Galicia.

## Toponimia
La parroquia también es conocida por los nombres de Nosa Señora da Asunción de Barrio e Castelo, Nuestra Señora de la Asunción de Barrio de Cascalla y Nuestra Señora de la Asunción de Barrio y Castelo.

## Organización territorial
La parroquia está formada por dos entidades de población:
- Barrio de Cascalla (O Barrio de Cascallá)
- Castelo (O Castelo)

## Demografía

### Parroquia
| Gráfica de evolución demográfica de Barrio y Castello (parroquia) entre 2000 y 2023 |
|                                                                                     |
| Datos según el nomenclátor publicado por el INE.                                    |

### Lugar
| Gráfica de evolución demográfica de Barrio de Cascalla (lugar) entre 2000 y 2023 |
|                                                                                  |
| Datos según el nomenclátor publicado por el INE.                                 |